# Ferrari 125 S
De Ferrari 125 S (ook bekend als 125 Sport) is het eerste voertuig geproduceerd door de automaker Ferrari. Hoewel Enzo Ferrari eerder de Auto Avio Costruzioni 815 bouwde was dit de eerste auto die de Ferrari naam droeg. De auto was gemaakt voor het circuit en debuteerde op 11 mei 1947 op het circuit van Piacenza. Veertien dagen later, op 25 mei 1947, wint Franco Cortese in een 125 S de eerste race bij de Caracalla in Rome. Ferrari had afstand genomen van de FIAT achtcilinder uit de 815 en deze vervangen door een V12 motor. De 125 S werd in 1947 vervangen door de 159 S.